# Litevská rada

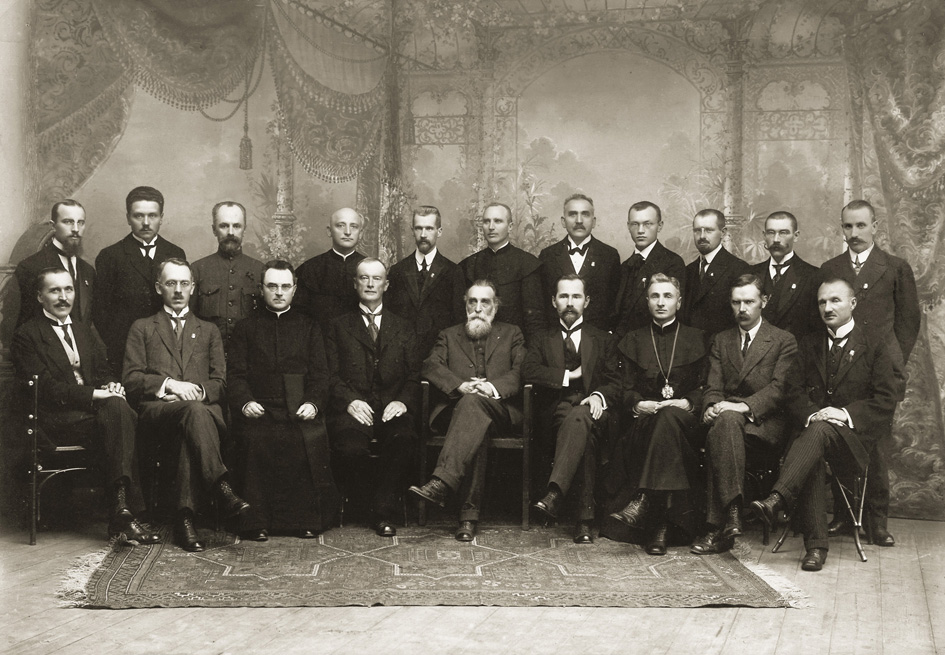
Původních dvacet členů Rady

Litevská rada (litevsky: Lietuvos Taryba), po 11. červenci 1918 Litevská státní rada (litevsky: Lietuvos Valstybės Taryba), byl orgán, který v přelomové době na konci první světové války převzal vládní autoritu ve jménu litevského národa a sehrál klíčovou roli při vyhlášení nezávislého litevského státu. Rada byla ustavena na Vilniuské konferenci, která se konala mezi 18. a 22. zářím 1917, a na níž se sjeli političtí reprezentanti z celé Litvy. Konference zvolila Litevskou radu jako národní exekutivní orgán a byla pověřena vytvořením nezávislého litevského státu. Měla 20 členů. Dne 16. února 1918 podepsali členové rady Zákon o nezávislosti Litvy a prohlásili Litvu nezávislým státem založený na demokratických principech. 16. únor je dnes v Litvě slaven jako státní svátek. Rada vyhlásila nezávislost i přes přítomnost německých vojsk v zemi. Němci souhlasili s povolením konference ve Vilniusu v naději, že prohlásí, že litevský národ chce být odtržen od Ruska a přeje si užší vztah s Německem. Rada však Němce zaskočila vyhlášením nezávislosti a formulací, že "užší vztahy s Německem jsou závislé na tom, zda Německo uzná nový stát a jeho nezávislost". Německé úřady poté nepovolily zveřejnění tohoto usnesení, ale umožnily radě pokračovat v činnosti. Dvacet mužů, kteří tvořili počáteční radu, bylo různého věku (nejmladšímu bylo 25, nejstaršímu 66), sociálního postavení, profesí a politické příslušnosti. Bylo tam osm právníků, čtyři kněží, tři agronomové, dva finančníci, lékař, nakladatel a inženýr. Nebyla v ní žádná žena, navzdory petici, kterou podepsalo 20 tisíc lidí. Osm členů byli křesťanští demokraté a sedm nestraníků. Na prvním zasedání 24. září byl předsedou rady zvolen Antanas Smetona. Smetona si udržel předsednictví až do roku 1919, kdy byl zvolen prvním prezidentem Litvy. Ve funkci předsedy rady ho vystřídal Stasys Šilingas. 

## Vývoj

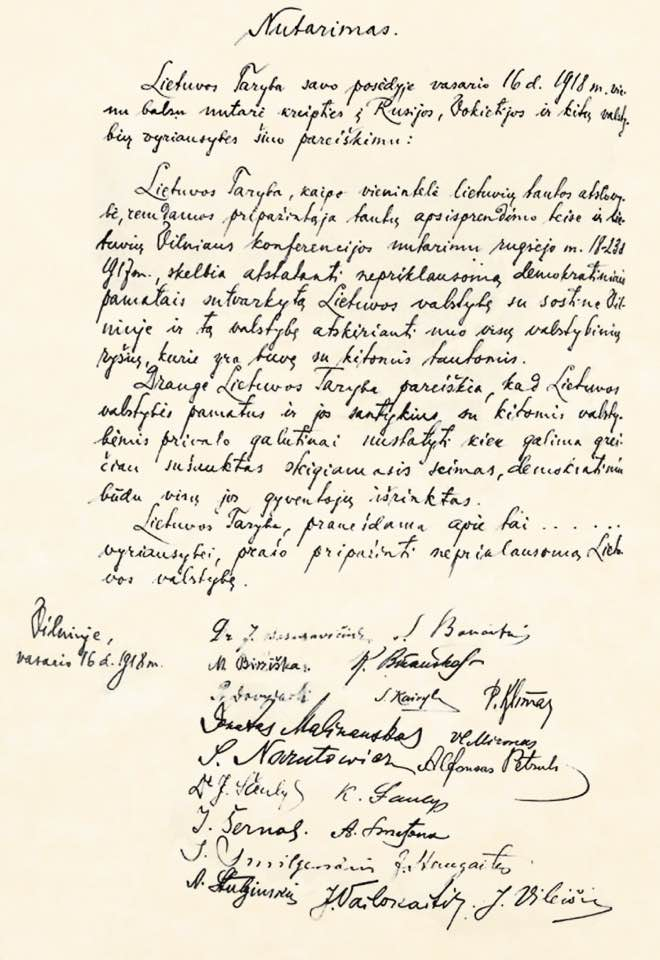
Zákon vyhlašující nezávislost

Brzy po zvolení rady došlo v Rusku k zásadnímu vývoji. Říjnová revoluce vynesla bolševiky k moci. Dne 2. prosince 1917 podepsali příměří s Německem a zahájili mírová jednání. Německo potřebovalo nějakou dokumentaci o svém vztahu s Litvou. V takzvaném Berlínském protokolu Německo nabídlo uznat litevskou nezávislost, pokud tato bude souhlasit s vytvořením "pevné a trvalé federace s Německem" na základě úmluv týkajících se vojenských záležitostí, dopravy, cel a měny. Rada souhlasila pod podmínkou, že Litva bude sama rozhodovat o svých vnitřních záležitostech a zahraniční politice. Němci tento návrh odmítli. Dne 11. prosince přijala rada rezoluci, v níž souhlasí s „pevným a trvalým spojenectvím“ s Německem na základě čtyř úmluv. Němci ale porušili svůj slib, neuznali stát a nepozvali jeho delegaci na jednání o Brestlitevské mírově smlouvě. Deklarace, viděná jako proněmecká, byla navíc překážkou v navazování diplomatických vztahů s Anglií, Francií a Spojenými státy. Dne 8. ledna 1918, ve stejný den, kdy Woodrow Wilson oznámil svých čtrnáct bodů, rada navrhla dodatky k deklaraci z 11. prosince vyzývající k ustavujícímu shromáždění. Dodatky Němci odmítli. Dne 16. února se rada, jíž dočasně předsedal Jonas Basanavičius, rozhodla znovu vyhlásit nezávislost, přičemž tentokrát nezmínila nic konkrétního o vztahu k Německu. Němci nebyli s novou deklarací spokojeni a požadovali, aby se rada vrátila k rozhodnutí z 11. prosince.  
3. března 1918 Německo a bolševické Rusko podepsaly Brestlitevskou smlouvu. Rusko v ní prohlásilo, že pobaltské země jsou v německé zájmové zóně a že Rusko se vzdává jakýchkoli nároků na ně. Dne 23. března Německo uznalo nezávislou Litvu na základě prohlášení z 11. prosince. Německo navrhovalo personální unii, s pruskou dynastií Hohenzollernů. Jako alternativu 4. června 1918 rada odhlasovala nabídku Wilhelmovi, vévodovi z Urachu, aby se stal litevským monarchou. Souhlasil a dne 13. července 1918 byl zvolen litevským králem jako Mindaugas II. Čtyři socialističtí členové rady na protest z rady odešli. Německo nového krále neuznalo a jeho vztah s radou zůstal napjatý.  
Radě nebylo dovoleno určit hranice Litvy, zřídit velvyslanectví v Berlíně ani začít tvořit stabilní správní systém. Situace se změnila, když v Německu vypukla Listopadová revoluce. Vzniklo jakési mocenské vakuum a rada se rozhodla rychle jednat. Dne 2. listopadu přijala první prozatímní ústavu. Rozhodnutí pozvat krále Mindaugase II. bylo zrušeno, což pomohlo usmířit politické frakce. Augustinas Voldemaras byl pověřen vytvořením prvního kabinetu ministrů. První vláda vznikla 11. listopadu 1918, v den, kdy Německo podepsalo příměří v Compiègne (de facto kapitulaci). Rada začala organizovat armádu, policii, místní samosprávu a další instituce.  
Po dobytí Minsku Rudou armádou se k Radě připojilo šest členů Vilniuské běloruské rady, v naději na to, že by Bělorusko v rámci litevského státu mohlo získat autonomii. Tři židovští aktivisté, kteří sdíleli podobné naděje na autonomii, vstoupili do Rady dne 11. prosince 1918. Do jara 1919 tak rada téměř zdvojnásobila počet svých členů. Volby do Ústavodárného shromáždění Litvy se konaly v dubnu 1920. 15. května 1920 se poprvé sešlo Ústavodárné shromáždění Litvy (litevsky: Steigiamasis Seimas). Tím byly činnost a existence rady ukončeny. Litva si však nezávislost musela ještě uhájit ve válce se sovětským Ruskem a vzbouřenými Baltskými Němci. 